# Francesco Selvaggi
Francesco Selvaggi (Campobasso, 28 dicembre 1882 – 11 luglio 1956) è stato un politico italiano.

## Biografia
Fu prefetto di Napoli dal 1944 al 1946.
Nel 1953 viene eletto con la Democrazia Cristiana per la II legislatura al Senato della Repubblica; morì nel luglio 1956 all'età di 73 anni e venne sostituito a Palazzo Madama da Raffaele Pezzullo. 